# Solon Springs (condado de Douglas, Wisconsin)
Solon Springs es un pueblo ubicado en el condado de Douglas en el estado estadounidense de Wisconsin. En el Censo de 2010 tenía una población de 910 habitantes y una densidad poblacional de 4,16 personas por km².

## Geografía
Solon Springs se encuentra ubicado en las coordenadas 46°21′55″N 91°49′30″O / 46.36528, -91.82500. Según la Oficina del Censo de los Estados Unidos, Solon Springs tiene una superficie total de 218.85 km², de la cual 214.38 km² corresponden a tierra firme y (2.04%) 4.47 km² es agua.

## Demografía
Según el censo de 2010, había 910 personas residiendo en Solon Springs. La densidad de población era de 4,16 hab./km². De los 910 habitantes, Solon Springs estaba compuesto por el 94.84% blancos, el 0.22% eran afroamericanos, el 2.75% eran amerindios, el 0.55% eran asiáticos, el 0.11% eran isleños del Pacífico, el 0% eran de otras razas y el 1.54% pertenecían a dos o más razas. Del total de la población el 0.77% eran hispanos o latinos de cualquier raza.